# Gardouch
Gardouch este o comună în departamentul Haute-Garonne din sudul Franței. În 2009 avea o populație de 1.329 de locuitori.

## Evoluția populației
| An        | 1975 | 1982 | 1990 | 1999 | 2006  | 2009  |
| --------- | ---- | ---- | ---- | ---- | ----- | ----- |
| Populație | 689  | 727  | 889  | 996  | 1.233 | 1.329 |